# Jérôme Mombris
Jérôme Mombris Razanapiera (ur. 27 listopada 1987 w Saint-Brieuc) – madagaskarski piłkarz grający na pozycji lewego obrońcy w klubie Gazélec Ajaccio oraz reprezentacji Madagaskaru.

## Kariera
Pierwszym klubem w karierze Mombrisa był czwartoligowy Stade Plabennécois. W zespole spędził trzy lata, rozgrywając ponad sto meczów. Potem przeniósł się na rok do trzecioligowego US Avranches. Następnie zaliczył transfer do Le Havre z Ligue 2. Tam spędził 4 lata. W 2016 roku przeniósł się do Gazélec Ajaccio. W latach 2018–2021 był zawodnikiem drugoligowego Grenoble. W 2022 roku grał w En Avant Guingamp, a następnie w JS Saint-Pierroise. W 2023 wrócił do Gazélec.
W reprezentacji Madagaskaru zadebiutował 11 listopada 2017 roku w starciu z Komorami. Znalazł się w kadrze na Puchar Narodów Afryki 2019. Tam w meczu 1/8 finału z Demokratyczną Republiką Konga wykorzystał rzut karny w serii jedenastek.